# Proctocaecum coronarium
Proctocaecum coronarium är en plattmaskart. Proctocaecum coronarium ingår i släktet Proctocaecum och familjen Acanthostomatidae. Inga underarter finns listade i Catalogue of Life.